# آلنبی چیلتون
آلنبی چیلتون (به انگلیسی: Allenby Chilton) بازیکن فوتبال زادهٔ ۱۶ سپتامبر ۱۹۱۸ اهل انگلستان که سابقهٔ بازی در تیم ملی فوتبال انگلستان را در کارنامهٔ خود دارد. وی در تاریخ ۷ اکتبر ۱۹۵۰ نخستین بازی ملی خود را در مقابل تیم ملی فوتبال ایرلند شمالی انجام داد و با حضور در ۲ بازی ملی، در تاریخ ۳ اکتبر ۱۹۵۱ واپسین بازی ملی‌اش را در برابر تیم ملی فوتبال فرانسه برگزار کرد.